# キューバ (軽巡洋艦)
| 改装後の「キューバ」 | |
| 艦歴                 | |
| 発注                 | クランプ社フィラデルフィア造船所 |
| 起工                 | 1910年 |
| 進水                 | 1911年8月10日 |
| 就役                 | 1911年 |
| その後               | |
| 除籍                 | 1971年に除籍 |
| 前型                 | パトリア |
| 後級                 | ハバナ |
| 性能諸元（改装後）   | |
| 排水量               | 常備：2,055トン 満載：-トン |
| 全長                 | 79.2m |
| 水線長               | -m |
| 全幅                 | 11.9m |
| 吃水                 | 4.3m |
| 機関                 | 改装後：バブコック・アンド・ウィルコックス式石炭専焼水管缶4基 +直立型三段膨張式レシプロ機関2基2軸推進 |
| 最大出力             | 6,000hp |
| 最大速力             | 26.0ノット |
| 航続距離             | -ノット/-海里 |
| 燃料                 | 竣工時は石炭250トン 改装後は重油250トン |
| 乗員                 | 150名 |
| 兵装（竣工時）       | 10.2cm（50口径）単装速射砲2基 5.7cm（40口径）単装速射砲4基 4.7cm（40口径）単装速射砲10基 3.7cm（43口径）単装機砲11基 7.6mm（90口径）単装機銃2丁                                                                        |
| 兵装（1942年）       | 10.2cm（50口径）単装速射砲2基 7.6cm（50口径）単装速射砲2基 7.6cm（23口径）単装高角砲1基 5.7cm（40口径）単装速射砲2基 4.7cm（40口径）単装速射砲6基 3.7cm（43口径）単装機砲11基 7.6mm（90口径）単装機銃2丁 爆雷投射機2基 |
| 装甲                 | なし |

キューバ（Cuba）はキューバ海軍の軽巡洋艦。
同型艦は存在していない。

## 概要
本艦は元々はキューバがアメリカ合衆国のウィリアム・クランプ・アンド・サンズ社フィラデルフィア造船所に発注したスループで1911年8月10日に就役。

## 艦形
本艦の船体形状は平甲板型船体で艦首は垂直だった。全甲板上に10.2cm単装砲を防盾の付いた単装砲架で1基。その背後に艦橋を基部とする単脚式の前部マストが建つ。船体中央部には2本煙突が立ち、その周囲は艦載艇置き場となっており、2本1組のボート・ダビッドが片舷3組ずつ計6組で運用された。後部マストの背後に10.2cm砲が後ろ向きに1基が配置されていた。
就役後の1919年に類別を軽巡洋艦に変更。に老朽化した本艦を1936年から1937年にかけて第1次近代化改装が行われた。主な変更点は石炭専焼缶を重油専焼ボイラーに換装し、2本あった煙突は1本にまとめられた。
外観上での変化は、艦首が整形されてやや傾斜のついた艦首形状となり、前部マストは三脚マストとなった。
武装面においては主砲以外の備砲が一新されたことであった。

## 艦歴
改装後にイギリスで開催されたジョージ6世戴冠記念観艦式にキューバ海軍旗艦として参加。1956年には第2次近代化改装されフリゲートに類別変更された。老朽化のため1971年に除籍。

## 参考図書
- 「Conway All The World's Fightingships 1906-1921」（Conway）